# Дивина східна
Дивина східна (Verbascum orientale) — вид квіткових рослин родини ранникових (Scrophulariaceae).

## Біоморфологічна характеристика
Це однорічна чи дворічна рослина 20–90 см. Стебло густо вкрите дрібними відігнутими волосками, густо запушене, зверху розгалужене. Прикореневі листки обернено-яйцеподібні, тупі, від лопатевих до перистороздільних. Суцвіття — верхівкова нещільна проста китиця. Чашечка пухнаста, 4–6 мм завдовжки, з видовжено-ланцетними, гострими частками. Віночок блідо-жовтий, 10–18 мм в діаметрі. Коробочка широко-еліпсоподібна, 4–5.5 × 3–4 мм, стиснута і кілювата зверху, гола.

## Поширення
Південь Європи й захід Азії.
В Україні вид зростає на скелястих схилах — на ПБК (від Севастополя до Микити).